# Franklin (New Jersey)
Franklin – miasto w Stanach Zjednoczonych, w stanie New Jersey, w hrabstwie Sussex. Według danych z 2006 roku miasto miało 5210 mieszkańców.